# Binnish
Binnish is een plaats in het Syrische gouvernement Idlib en telt 34.831 inwoners (2008).